# Freestyle vid olympiska vinterspelen 1994
Resultat från tävlingarna i freestyle vid olympiska vinterspelen 1994.

## Medaljtabell
| Pl. | Nation     | Guld | Silver | Brons | Totalt |
| --- | ---------- | ---- | ------ | ----- | ------ |
| 1   | Kanada     | 1    | 1      | 1     | 3      |
| 2   | Norge      | 1    | 0      | 1     | 2      |
| 3   | Schweiz    | 1    | 0      | 0     | 1      |
| 3   | Uzbekistan | 1    | 0      | 0     | 1      |
| 5   | Ryssland   | 0    | 1      | 1     | 2      |
| 6   | USA        | 0    | 1      | 0     | 1      |
| 6   | Sverige    | 0    | 1      | 0     | 1      |
| 8   | Frankrike  | 0    | 0      | 1     | 1      |
|     | Totalt     | 4    | 4      | 4     | 12     |

## Medaljsummering

### Herrar
| Gren                   | Guld                       | Silver                  | Brons                 |
| Puckelpist Detaljer... | Jean-Luc Brassard (CAN)    | Sergej Sjupletsov (RUS) | Edgar Grospiron (FRA) |
| Hopp Detaljer...       | Andreas Schönbächler (SUI) | Philippe LaRoche (CAN)  | Lloyd Langlois (CAN)  |

### Damer
| Gren                   | Guld                       | Silver                   | Brons                         |
| Puckelpist Detaljer... | Stine Lise Hattestad (NOR) | Elizabeth McIntyre (USA) | Jelizaveta Kozjevnikova (RUS) |
| Hopp Detaljer...       | Lina Tjerjazova (UZB)      | Marie Lindgren (SWE)     | Hilde Synnøve Lid (NOR)       |